# Docent
Docènt oz. docêntka (slovensko učitelj/ica, iz latinsko docere, učiti, in po nemškem vzoru Dozent/in) je prvi naziv za visokošolskega učitelja (naslednji naziv je profesor/ica). Za docenta je lahko izvoljen, kdor ima doktorat znanosti (na nekaterih visokošolskih ustanovah ni potreben), primerno znanstveno dejavnost in preverjene pedagoške sposobnosti. Docente voli za pet let senat visokošolske ustanove. Habilitacija (izvolitev) za docenta omogoči nosilcu naziva predavati na visokošolski stopnji.
V angleščino se docent/ka prevaja kot docent Arhivirano 2014-08-19 na Wayback Machine., senior lecturer (ZK) ali assistant professor (ZDA).